# Неохаризматизм
Неохаризмати́зм (англ. Neo-Charismatic movement — от лат. neo — новый и греч. χαρισμα — дар, дарование) — течение в пятидесятничестве, появившееся в США в 1970-е годы. Неохаризматов называют также независимыми харизматами и неопятидесятниками.
Неохаризматизм возник как развитие харизматического движения и включает в себя значительное количество независимых церквей и групп, которые не могут быть классифицированы ни как классические пятидесятнические, ни как харизматические.
Неохаризматические церкви действуют в 225 странах мира и объединены в 19 тыс. деноминаций и церковных союзов.
Численность верующих неохаризматических церквей оценивается в 200—300 млн человек.

## История

### Третья волна
В начале XX века в США возникает и широко распространяется пятидесятническое движение. Уже тогда один из ранних пятидесятнических историков и публицистов Франк Бартлеман сравнивал распространение пятидесятничества по всему миру с морской волной. Именно поэтому начавшееся в 1960-х годах в христианских конфессиях Америки харизматическое движение было названо «второй волной пятидесятничества». Участники харизматического движения принимали ряд пятидесятнических доктрин и духовных практик (в первую очередь глоссолалию), однако оставались при этом членами своих родных приходов, создавая внутри них харизматические молитвенные группы и ячейки. Лиц, практикующих глоссолалию, в этих церквах стали называть харизматами.
Однако, начиная с 1980-х годов религиоведы стали наблюдать феномен возникновения и распространения новых церквей, которых нельзя было отнести ни к пятидесятническим, ни к харизматическим. С одной стороны, данные общины не возводили свою историю к Пробуждению на Азуза-стрит и не принадлежали ни к одной классической пятидесятнической деноминации, чем отличались от традиционных американских пятидесятников. С другой стороны, данные общины более не состояли ни в одной исторической христианской конфессии, что не позволяло их идентифицировать с харизматами.
Первоначально термин «харизматическое движение» был расширен и стал обозначать все движения, практикующие глоссолалию, но не относящиеся к классическим пятидесятникам. Однако вскоре последовали необходимые уточнения.
Летом 1983 года преподаватель Фуллеровской богословской семинарии Питер Вагнер публикует статью под названием «Третья волна?». Придуманный Вагнером термин «третья волна» стали использовать (не желая прослыть харизматиками) слушатели Вагнера в воскресной школе для взрослых при «Приходской церкви на Лейк-Авеню». Со временем «третья волна» также получила название «пауэр-ивэнжелизм» («Евангелизм, наполненный мощью») (на основании книги Джона Уимбера «Power Evangelism») и «неопятидесятники».

### Неохаризматизм
В последующие годы исследователи американского неопятидесятничества заметили, что черты свойственные этому течению присутствовали и ранее в различных христианских движениях за пределами Северной Америки. Была придумана более широкая категория «неохаризматы» (англ. neocharismatics), которая стала включать как неопятидесятников «третьей волны», так и огромное количество независимых туземных церквей и групп по всему миру. К таковым были отнесены африканские независимые «пророческие» церкви, китайские и прочие азиатские «домашние церкви», латиноамериканские неохаризматические церкви, «апостольские» церкви и др. При этом, некоторые вышеуказанные движения существовали задолго до официальной «даты рождения» неохаризматизма и даже — до появления классического пятидесятничества. Так, уже в 1900 году на земле проживали 940 тыс. верующих, отнесённых позднее к неохаризматизму.